# Les Misérables (série télévisée d'animation)
Pour les articles homonymes, voir Les Misérables (homonymie).
Les Misérables est une série télévisée d'animation française en 26 épisodes de 22 minutes, produite et créée par les studios AB, d'après le roman éponyme de Victor Hugo, et diffusée à partir de décembre 1992 sur TF1 dans l'émission Club Dorothée. Elle est également disponible en intégralité sur la chaîne YouTube TeamKids depuis le 11 avril 2018. La chanson du générique était interprétée par Dorothée.

## Synopsis
Cosette, fillette de huit ans, travaille comme servante à l'auberge du Sergent de Waterloo de Montfermeil, tenue par les époux Thénardier. Ses seuls amis sont Amiral, un petit chien qu'elle a recueilli, et le débrouillard Gavroche, avec qui elle entreprend bientôt de rejoindre sa mère à Paris. Les deux enfants sont séparés lorsque les gendarmes arrêtent les fugitifs et ramènent Cosette à l'auberge, tandis que Gavroche réussit à s'enfuir. Le soir même, les Thénardier envoient Cosette chercher de l'eau au puits dans la forêt. Elle y rencontre un inconnu, qui la raccompagne à l'auberge et prend sa défense face aux Thénardier. Dans la nuit, il l'emmène après s'être fait connaître comme l'envoyé de Fantine, la mère de Cosette.
Deux ans plus tard, Cosette vit une enfance heureuse à Montreuil-sur-Mer. L'homme qui l'a arrachée aux griffes des Thénardier est le maire de la ville, le riche et respecté Monsieur Madeleine. Cependant, Cosette pense souvent à sa mère, qu'elle n'a jamais revue depuis que celle-ci l'a placée en nourrice chez les Thénardier. Monsieur Madeleine évite le sujet, craignant de faire beaucoup de mal à sa fille adoptive s'il lui disait la vérité. Les rumeurs qui courent sur son compte finissent par faire sombrer la fillette dans une profonde dépression. Après un accident en mer dont Cosette échappe de justesse, Monsieur Madeleine se décide à raconter à Cosette l'histoire de sa mère, et comment il a juré à Fantine, mourante, de s'occuper de sa fille.
Deux ans ont passé, Cosette a douze ans. Tout irait pour le mieux si un officier de police détaché à Montreuil-sur-Mer ne nourrissait pas des soupçons à l'égard de Monsieur Madeleine. L'inspecteur Javert croit reconnaître en la personne du maire un ancien bagnard nommé Jean Valjean, dont il a perdu la trace plusieurs années auparavant. Cosette, ayant appris par hasard les soupçons du policier, en informe son père adoptif. Monsieur Madeleine révèle alors sa véritable identité à Cosette: il est bien Jean Valjean. Il raconte à Cosette comment il a été condamné au bagne pour avoir volé un pain et comment l'évêque de Digne, Monseigneur Myriel, lui a donné une seconde chance alors qu'il avait volé son argenterie. Cosette, loin d'être choquée par ces révélations comme le craignait Jean Valjean, n'en a que davantage d'admiration pour son père adoptif.
De retour à Montreuil, Jean Valjean apprend que l'inspecteur Javert renonce à le poursuivre, car la préfecture l'a informé de l'arrestation du "vrai" Jean Valjean. Ne pouvant accepter la condamnation d'un innocent, Jean Valjean se rend à Arras, où il dévoile son identité, sauvant ainsi le malheureux Champmathieu accusé à sa place. Arrêté par Javert, il parvient à s'évader grâce à l'aide de Cosette. Arrivés à Paris dans la nuit et cherchant à se loger, ils tombent sur un jeune garçon des rues malicieux... Cosette reconnaît immédiatement Gavroche. Celui-ci les aide à se cacher.
Deux ans plus tard, Jean Valjean et Cosette, devenue une belle jeune fille, quittent le couvent de Picpus où ils avaient trouvé refuge. Jean Valjean se nomme désormais Fauchelevent, du nom d'un charron à qui il avait sauvé la vie. Plusieurs mois passent sans histoire, au cours desquels Cosette rencontre Marius, qui tombe sous le charme de la jeune fille. Elle ignore que les amis de Marius sont dans le collimateur de la police. Lors de la représentation d'une pièce de théâtre au Café Musain, Javert, chargé de surveiller les étudiants républicains, reconnaît Jean Valjean, venu assister au spectacle dans lequel joue sa fille. Le lendemain, Jean Valjean réussit à échapper à un guet-apens tendu par Javert grâce à l'intervention de Cosette, aidée de Marius et de la bande à Gavroche. Mais au cours de la poursuite, Jean Valjean, touché par une balle tirée par Javert, tombe dans la Seine et son corps ne réapparaît pas.
Anéantie, Cosette est veillée par ses amis. Tard dans la nuit, Marius amène un visiteur: c'est Jean Valjean, qui a survécu. Mais, alors qu'une idylle naît entre Marius et Cosette, Jean Valjean et sa fille sont bientôt confrontés à d'autres vieux ennemis: les Thénardier, dont l'auberge a fait faillite, se sont installés dans l'immeuble où vit Marius et ont reconnu Cosette.
Quelques mois plus tard, Paris est en ébullition. Jean Valjean décide de quitter la France pour l'Angleterre mais, le jour du départ, Cosette reçoit une lettre de Marius qui, le cœur brisé par le départ de la jeune fille, part se battre sur les barricades. Cosette court le rejoindre, suivie par Jean Valjean. Ils se retrouvent au cœur des combats. Jean Valjean revoit Javert dont il sauve la vie alors que les étudiants révolutionnaires allaient le fusiller. Dans la confusion, il perd Cosette de vue. Celle-ci tombe aux mains des Thénardier qui l'emmènent dans les égouts et prévoient de réclamer une rançon. Pendant ce temps, la barricade est prise. Jean Valjean parvient à sauver Marius et Gavroche, gravement blessés, en descendant à son tour dans les égouts. Il tombe bientôt nez à nez avec les Thénardier qui retiennent toujours Cosette prisonnière et lui dictent leurs conditions. Mais alors que leurs deux filles Éponine et Azelma partent chercher l'argent de la rançon, elles sont interceptées par Javert. Peu après, le policier et ses hommes prennent d'assaut le repaire des Thénardier et ils les arrêtent.
Quelques jours plus tard, alors que Cosette et Gavroche veulent le faire évader, Jean Valjean leur fait part de sa décision de ne plus fuir et surtout Gavroche fait sortir de prison les Thénardier. Gavroche avoue à Cosette son terrible secret : les Thénardier sont ses vrais parents. Lors de son procès, tous ses amis défilent à la barre pour témoigner de sa bonté et de son honnêteté. Javert joue un rôle-clé dans la réhabilitation de son ancien ennemi, révélant aux jurés que Jean Valjean lui a sauvé la vie et nos protagonistes propose a Javert de partir en Amérique en navire et aussi les Thénardier. Cosette et Jean Valjean regagnent ensuite Montreuil-sur-Mer, où Jean Valjean reprend ses fonctions de maire. Le récit se termine sur la fête donnée pour l'anniversaire de Cosette (ses seize ans d'après les bougies sur le gâteau), où se réunissent une dernière fois tous leurs amis. Ils y rencontrent également un écrivain qui s'intéresse à leur histoire. Celui-ci dit se nommer Victor Hugo...

## Différences avec le roman
Destinée en premier lieu à un public jeune, la série télévisée diverge du roman de Victor Hugo sur plusieurs points. L'histoire se termine sur un "happy end": le retour à Montreuil de Cosette et de son père adoptif, et non la mort de Jean Valjean. Si la possibilité d'un mariage entre Cosette et Marius est laissée ouverte, elle n'est jamais explicitement évoquée.
Cosette occupe dans la série une place nettement plus centrale que dans le roman. Les cinq premiers épisodes lui sont d'ailleurs entièrement consacrés. Elle apprend assez rapidement qui est véritablement son père adoptif, alors que dans le livre, ce secret ne lui sera jamais révélé. Elle n'aura ensuite de cesse d'aider Jean Valjean : avant même de connaître la vérité, elle avait pris le bateau pour l'Angleterre déguisée en garçon, afin de prévenir son père des soupçons de Javert; elle l'aide ensuite à s'évader du tribunal d'Arras et n'hésitera pas à monter avec ses amis Gavroche et Marius de véritables opérations commando pour sauver son père adoptif des griffes de Javert. La veille des émeutes de 1832, elle s'introduit dans le Palais-Bourbon pour prévenir le général François Lamarque, héros des républicains, d'un complot ourdi contre lui. En outre, après leur retour à Montreuil et à la suite d'un malaise qui oblige Jean Valjean à prendre du repos, c'est Cosette qui assure l'intérim à la mairie de la ville. Dans la série, Cosette est ainsi une jeune fille très moderne, éprise d'indépendance, ce qui contraste avec la jeune fille du roman, nettement plus rangée.
Dans le livre, seule la mort de Javert met fin à la traque de Jean Valjean. Dans la série télévisée, Jean Valjean est réhabilité au cours d'un dernier procès, tenu peu après les révoltes de 1832. Il regagne ensuite Montreuil-sur-Mer, où la population lui réserve un accueil triomphal. Il rouvre sa fabrique et se voit à nouveau élu maire de la ville. La mort de Jean Valjean fait donc place au retour heureux du héros et de sa fille dans leur ville. On retrouve cependant quelques-uns des éléments biographiques principaux du roman: le vol du pain, les multiples condamnations pour évasion, le vol de l'argenterie chez l'évêque de Digne et celui des 40 sous du petit savoyard Gervais. Comme dans le roman, Jean Valjean est doté d'une force herculéenne, qui lui permet de se tirer de plus d'un mauvais pas. Enfin, il partage avec son modèle plusieurs traits de caractères, notamment la volonté de se racheter et un dévouement sans limite pour Cosette.
Gavroche se voit quant à lui confier un rôle très différent. Dans le roman de Victor Hugo, il ne rencontre jamais Cosette, pas plus que Jean Valjean. En revanche, dans la série, Gavroche devient un personnage central dès ses retrouvailles avec Cosette, qui vient d'arriver à Paris avec son père adoptif à la suite de leur fuite après le procès d'Arras. Même s'il refuse de venir s'installer chez Cosette et son père, il fréquente régulièrement la maison de la rue de l'Homme-Armé. Il est l'"ami-frère" à la fidélité sans faille et vole à plusieurs reprises au secours de Jean Valjean et de sa fille, aidés par ses amis, gamins de Paris comme lui. Lors de la révolte de 1832, il est probablement âgé de 16-18 ans - du moins c'est ce que l'on peut supposer sachant qu'il est plus âgé que Cosette et que celle-ci à, au moment de la révolte, au moins 15 ans. Dans le roman, il meurt à l'âge de 12 ans sur les barricades.
En outre, plusieurs personnages ont été inventés pour la série. C'est le cas d'Ernestine de Mirepoix, vieille fille aigrie de vieille noblesse, propriétaire du château de Montfermeil, qui terrorise Cosette dans les premiers épisodes de la série, avant de se retrouver mêlée aux émeutes de 1832, où elle rencontre le marquis de Gillenormand, l'irascible grand-père de Marius. Deux personnages centraux dans la série n'existent pas dans le roman : le chien Amiral, que Cosette recueille dans le premier épisode et qui ne la quittera plus, et Madame Symphorien, la femme de chambre-cuisinière de Monsieur Madeleine, brave femme dont la fidélité à Jean Valjean ne sera jamais prise en défaut (cette personne est néanmoins inspirée de deux personnages secondaires du récit : une jeune femme qui aide Jean Valjean à s'échapper après que son identité soit révélée car elle sait qu'il est un homme bon et Toussaint, servante des Fauchelevent, qui n'aura jamais l'occasion de découvrir la vraie identité de son employeur). Ses échanges avec Gavroche, qui l'agace et qu'elle apprécie en même temps, apportent une touche d'humour supplémentaire au récit.
En dépit de ces nombreuses libertés prises avec le texte, la série reste cependant fidèle aux messages essentiels du roman et insiste notamment sur la possibilité de la rédemption, soulignant la possibilité de tous les êtres humains de changer pour le meilleur.

## Voix
- Jean-Luc Reichmann : le narrateur
- Bernard Woringer : Jean Valjean
- Valérie de Vulpian : Cosette
- Jean-Claude Montalban : Inspecteur Javert
- Brigitte Lecordier : Gavroche
- Gérard Hernandez : M. Émil Thénardier
- Micheline Dax : Mme Muriel Thénardier
- Nathalie Mazéas : Éponine
- Evelyne Grandjean : Azelma
- Céline Monsarrat : Fantine
- Claudie Chantal : Mme Juliette Symphorien
- Henri Poirier : Victor Hugo

## Épisodes
1. L'Auberge des Thénardier
2. Cosette et Gavroche
3. Le Trésor de Cosette
4. L'Inconnu
5. L'Enlèvement
6. L'Homme en noir
7. La Révolte de Cosette
8. Le Serment fait à Fantine
9. Mademoiselle Madeleine
10. Le Secret de Monsieur Madeleine
11. Le Procès d'Arras
12. Gavroche retrouvé
13. La Disparition de Mademoiselle Fauchelevent
14. Marius et Cosette
15. Le Retour de Javert
16. Le Repaire des enfants perdus
17. Un couple mystérieux
18. Le Piège se referme
19. Un grand-père irascible
20. La Mascotte de l'A.B.C.
21. Les Barricades
22. Une sombre nuit
23. Les Égouts de Paris
24. Le Secret de Gavroche
25. Le Dernier Procès
26. La Fille de Jean Valjean